# Tesla Cybercab
El Tesla Cybercab, es un coche eléctrico de batería autoconducido, para dos pasajeros, que está desarrollando Tesla. Está previsto que el vehículo sea totalmente autónomo, por lo que no cuenta con volante, ni pedales. El servicio de taxi autonomo de Tesla es conocido como Tesla Robotaxi que aún está en desarrollo.
En octubre de 2024 se presentó una versión conceptual del Cybercab, con 20 prototipos que ofrecieron breves paseos a los asistentes al acto de presentación. Según Tesla, está previsto que la producción comience antes de 2027.

## Descripción

Interior frontal del Cybercab

Vista lateral del Cybercab

Las especificaciones del Tesla Cybercab incluyen lo siguiente, según Tesla:
- Coche para dos pasajeros.[2]
- Funcionamiento autónomo únicamente; sin volante ni pedales accesibles para los pasajeros.
- Autonomía: 320 km.[3]
- Carga inductiva,[4] con una eficiencia muy superior al 90%; Musk: "no hay una diferencia significativa de eficiencia entre la carga inductiva y la conductiva si el sistema está bien diseñado".
- Capacidad de la batería: 35 kWh[3]
- Eficiencia prevista: 8,9 km/kWh.[3]
- Un servicio de transporte de Tesla, en pruebas internas limitadas en octubre de 2024.[5]